# Lepidodactylus lugubris
Lepidodactylus lugubris — вид геконоподібних ящірок родини геконових (Gekkonidae). Мешкає в Азії і Океанії. Часто утримується в неволі.

## Опис

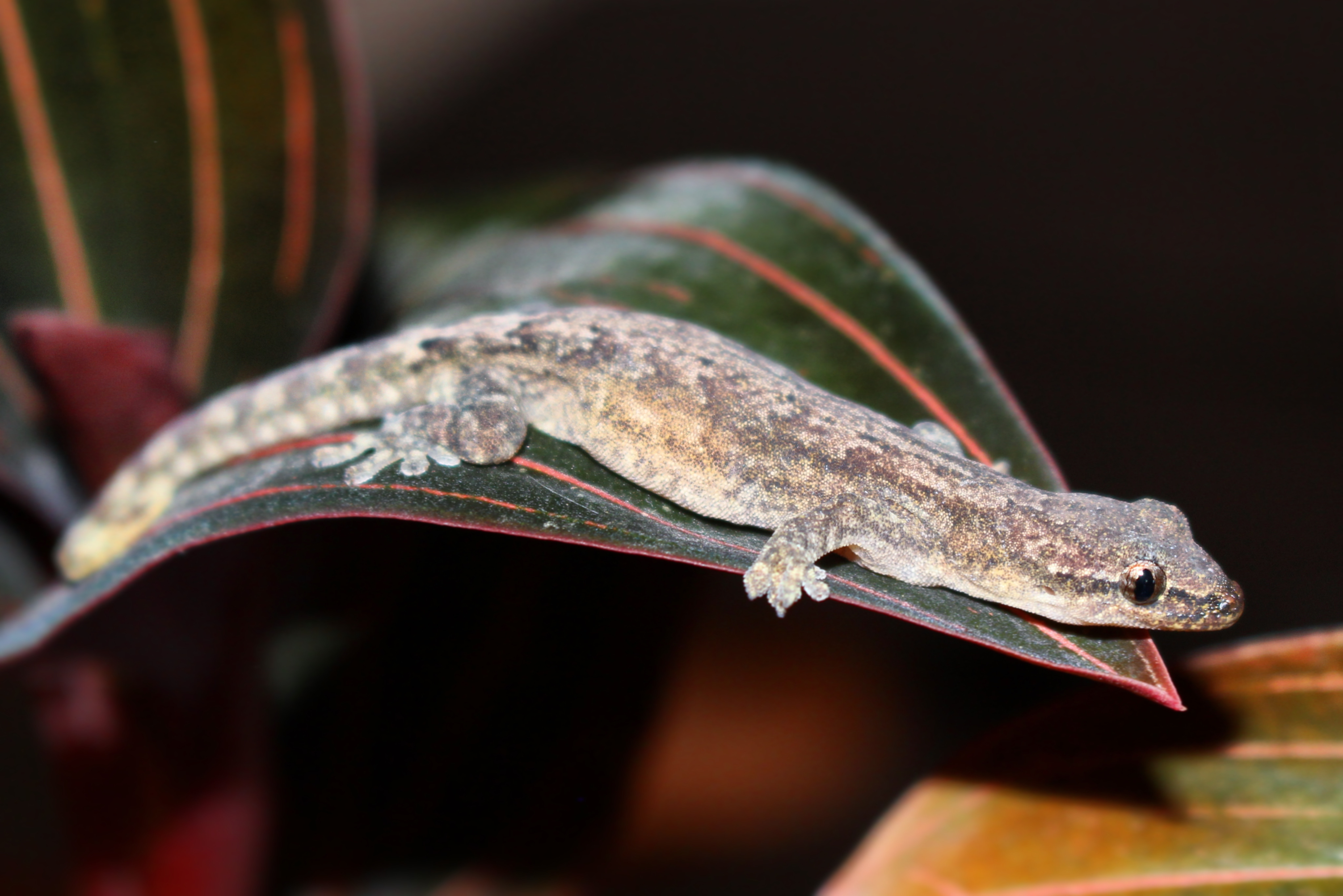
Lepidodactylus lugubris

Lepidodactylus lugubris — це невеликий гекон, довжина якого (без врахування хвоста) становить 4—4,4 см. Циліндричної форми хвіст довжиною сягає решти тіла, разом з ним довжина ящірки становить 8,5—10 см. Голова сплощена, трикутної форми. Очі жовті з вертикальною зіницею, без повік. Забарвлення L. lugubris переважно варіюється від світло-коричневого до темно-коричневого. Ці гекони здатні змінювати колір, тому одна й та сама особина може виглядати світлою або темною в різний час протягом дня. На спині у них є характерний темний зигзагоподібний візерунок. З боків голови, від вух до кінчика носа ідуть темні смуги. Пальці ніг мають два ряди червоних липких пластинок, які розширюються до переду. П'ятий палець має маленький кігтик.

## Поширення та екологія
Lepidodactylus lugubris широко поширені в прибережних районах Індійського і Тихого океанів, зокрема на Маскаренських островах і Мальдівах, на Шрі-Ланці, в Індії, на Андаманських і Нікобарських островах, в М'янмі, Таїланді, Індокитаї, південному Китаї, на Малайському півострові і Тайвані, на островах південної Японії (Рюкю, Оґасавара), на Філіппінах, в Індонезії, на Новій Гвінеї, на островах архіпелагу Бісмарка і Соломонових островах, на острові Різдва, на північному сході Австралії (Квінсленд), на Фіджі і Новій Каледонії, в Самоа, на Гуамі і островах Товариства, у Піткерні. Крім того, вони були широко інтродуковані в Неотропіках, зокрема в Мексиці, Бразилії, Колумбії, на тихоокеанському узбережжі Центральної Америки, на Галапагоських і Сейшельських островах, на Гаваях, на острові Пасхи та у Новій Зеландії.
L. lugubris живуть в різноманітних природних середовищах, зокрема у вологих рівнинних тропічних лісах, в прибережних і мангрових лісах та в кокосових гаях, а також часто зустрічаються в садах, на плантаціях і поблизу людських поселень. Вони ведуть нічний, деревний, спосіб життя, зустрічаються на висоті до 1100 м над рівнем моря. Живляться членистоногими, плодами, нектаром, пилком і соком рослин.
Популяція L. lugubris майже повністю складається з самиць, які розмножуються шляхом партеногенезу. Хоча іноді зустрічаються самці цього виду, вони є дуже рідкісними та часто безплідними. Самиці відкладають по 1—2 яйця за раз і приклеюють їх до вертикальної поверхні під корою або в тріщинах серед скель.